# Saint-Cézaire-sur-Siagne
Saint-Cézaire-sur-Siagne – miejscowość i gmina we Francji, w regionie Prowansja-Alpy-Lazurowe Wybrzeże, w departamencie Alpy Nadmorskie.
Według danych na rok 1990 gminę zamieszkiwały 2182 osoby, a gęstość zaludnienia wynosiła 73 osoby/km² (wśród 963 gmin regionu Prowansja-Alpy-W. Lazurowe Saint-Cézaire-sur-Siagne plasuje się na 255. miejscu pod względem liczby ludności, natomiast pod względem powierzchni na miejscu 336.).

## Zabytki i miejsca warte zobaczenia
- XIII-wieczna[1] kaplica Notre-Dame-de-Sardaigne z rzymskim sarkofagiem z IV wieku.
- Jaskinie z bogata szatą naciekową.